# ケニコット氷河
ケニコット氷河（Kennicott Glacier）とは、北アメリカ大陸の北西部に存在する氷河の1つである。ランゲル山地に属するブラックバーン山から流れ降る氷河の1つとして知られる。なお、行政区分ではアメリカ合衆国のアラスカ州に属する。

## 概要
ケニコット氷河は、ブラックバーン山から南東方向に約43kmに渡って流れていて、氷河の末端部で融解した氷は、ケニコット川（Kennicott River）となってさらに流れていっている

。
この氷河は1899年にアメリカ地質調査所に所属していたRohnという人物によって「ケニコット氷河」と命名された。なお、この「ケニコット」というのは、アラスカの探検家として著明な人物のロバート・ケニコット（Robert Kennicott）から取られたものである。

## 雑学
- ケニコット氷河の近くには、ケニコットという名称の、現在は廃村となっている村があった。
- Alaska Marine Highway Systemの船舶の「M/V Kennicott」の「ケニコット（Kennicott）」は、ケニコット氷河にちなんで命名されたものである。